# Anopheles gabaldoni
Anopheles gabaldoni este o specie de țânțari din genul Anopheles, descrisă de Vargas în anul 1941. Conform Catalogue of Life specia Anopheles gabaldoni nu are subspecii cunoscute.